# 歌手2019
《歌手》2019，是中国大陆湖南卫视于2019年第一季度播出的週五后晚间档音乐类实境秀节目，也是2019湖南卫视节目巡礼重点推介的一档节目，接档节目《亲爱的·客栈第二季》。节目依旧由《我是歌手》及《歌手》系列节目制作人洪涛打造，音乐总监为香港资深音乐人梁翘柏，首期节目于2019年1月4日在湖南长沙HBS广电中心录制，并于2019年1月11日首播。
《歌手2019》加盟歌手依旧汇聚了大中华地区以及其他地区的知名歌手。首发歌手包括刘欢、齐豫、杨坤、吴青峰、逃跑计划、张芯和Kristian Kostov；补位歌手包括Polina Gagarina、杨乃文和龚琳娜；踢馆歌手包括ANU、聲入人心男團、许靖韵和陈楚生，加盟《歌手2019》的歌手共14位。另有未获得正式踢馆资格的踢馆候选人刘宇宁、钱正昊和毕书尽。本季赛制中，除全新的踢馆机制和投票规则外，其他皆与2018赛季相同。
2019年4月12日晚，历时三个多月的《歌手2019》落下帷幕。最终刘欢战胜其他参赛歌手，荣膺《歌手2019》歌王，吴青峰获亚军，聲入人心男團获季军。

## 赛制

### 赛制详情
2019赛季的赛制除全新的踢馆机制和投票规则外，其他沿襲2018赛季，赛制为三场一轮，每场均有500位观众听审投票，每位听审通过电子投票和纸质投票各选3个自己心目中的本场最佳作品。首两场竞演，将由7位首发歌手现场比拼，两场过后总得票率累计最低的歌手将被淘汰出7人阵容。在之后的第三场竞演，将由第一位踢馆歌手与余下六位首发歌手现场比拼。若踢馆歌手在当场竞演中战胜一半的歌手，唱进前四名，则踢馆成功，加入在线歌手阵容，且淘汰掉当场竞演排名垫底的歌手；反之踢馆失败，无缘接下来的竞演。而在之后的第四场竞演，第一位补位歌手将加入到在线歌手阵容，之后的赛制将依照第二、三、四場的竞演流程循环。
《歌手2019》共有三位踢馆歌手和三位补位歌手。后因Polina Gagarina的缺席，节目组于正常赛制之外增加一位踢馆歌手，踢馆歌手数量由三位增加至四位。
在选歌上，本季要求每位参赛歌手在比赛期间除首场竞演可演唱自己的代表作之外，之后的竞演每轮只有一次机会演唱自己的代表作。若某位歌手在某轮的某场竞演中凭借自己的代表作夺冠，则可在该轮的下一场竞演中不受限制地继续演唱自己其他的代表作。

### 踢馆赛
本赛季的踢馆通道将全面对外放开。2018年12月27日，节目组于新浪微博开启“踢馆赛全民举荐歌手”活动，此次活动由歌手自荐、全民举荐两个环节组成。参与自荐的歌手须年满18岁、有自己的作品，并且能够接受节目的时间安排及赛制。在其资质得到节目组的认可后，会通过统一的投票时段接受微博网友的投票举荐，票数最高者将成为「全民举荐踢馆歌手」，并将在踢馆预选赛中与“专家推选踢馆歌手”较量。活动开启后，曾一鸣、毕书尽、刘宇宁、周兴哲等歌手纷纷发表微博自荐报名。第一轮投票环节于2019年1月5日结束，最终刘宇宁以1467482票位居第一，成为本季节目的首位“全民举荐踢馆歌手”。
根据赛制安排，本季新增的踢馆预选赛将于每轮第二场竞演与在线歌手的淘汰赛同步进行，时间被安排在淘汰赛竞演结束后，比赛实况则被安排在第三场的踢馆赛正式开始前播出（仅限第一、二轮，第三轮便改为与淘汰赛同期播出）。两位歌手演唱完毕后，现场500位大众听审进行即时电子投票，胜者获得正式踢馆资格，踢馆预选赛结果不计入正赛，这也就意味着在预选赛中落败的踢馆歌手将不能参加接下来的突围赛，但仍然享有返场表演的权利，其返场表演片段将在结果宣布完毕后播出。需要注意的是，踢馆预选赛结果并不当场公布，两位歌手需要等到下一場才会获知自己是以返场表演歌手還是以踢馆歌手的身份参加。

### 投票规则
本赛季在正式投票之前新增电子投票环节，现场500位大众听审可在竞演过程中的任一时刻用投票器将票投给已登台演唱的歌手，每位听审拥有三次投票机会，电子投票结果与纸质投票结果各占50%计入比赛成绩。

### 结果宣布方式
本赛季在宣布结果的方式上较往季有较大更改。本季除了採用往季的集中宣佈方式揭曉結果，歌手亦不再集合等待宣佈結果，而是改為逐一、單獨地自行查看排名。节目组会为歌手准备「排名信封」及「歌手信封」各七个，每位歌手可从每组信封中各选一个查看。其中，「排名信封」的内容为该名次的获得者，而「歌手信封」的内容则为该歌手的竞演排名。同时，本季节目将延续上一季的设定，因此排名后三位的歌手其信封内容将为空白。此外，在每轮的前两场竞演中，每位歌手演唱完毕后，音樂合夥人可即时获知自家歌手的电子投票结果，并有权决定告知与否，而第三场竞演的电子投票结果公布方式则会跟随赛程进展而发生变化，第一轮第三場不向竞演歌手公布，第二轮第三場向两位踢馆候选人即时公布，第三轮第三場则与第三輪第一、二場一致。第三轮及第四轮踢馆赛中，原先向竞演歌手即时公布的电子投票结果改为以相邻两位歌手排名趋势对比的形式呈现。受此影响，本季音樂合夥人观看歌手竞演的地点也由原来的台下改为专门的监看室，但自第三期开始则回到台下观看。自第二轮开始，电子投票结果改为每位歌手演唱完毕后歌手与音樂合夥人一同前往监看室观看，舞台下方亦会设立专门的监视器以供主持人随时观看其他歌手获知电子投票结果前后的状况，但不会有声音被放出，以上变更只针对第一、二场竞演。

## 赛果
| 安全 | 首位 | 末位 | 淘汰 | 返场表演 | 踢馆歌手 | 踢馆成功 | 踢馆失败 | 突围成功 | 突围失败 | 歌王 | 其他名次 | 缺席 |

|         | 歌手            | 播出日期 （2019年） | 播出日期 （2019年） | 播出日期 （2019年） | 播出日期 （2019年） | 播出日期 （2019年） | 播出日期 （2019年） | 播出日期 （2019年） | 播出日期 （2019年） | 播出日期 （2019年） | 播出日期 （2019年） | 播出日期 （2019年） | 播出日期 （2019年） | 播出日期 （2019年） | 播出日期 （2019年） |
| 1月11日 | 歌手            | 1月18日             | 1月25日             | 2月1日              | 2月8日              | 2月15日             | 2月22日             | 3月1日              | 3月8日              | 3月15日             | 3月22日             | 3月29日             | 4月12日             | 4月12日             |                     |
| 第一轮  | 第一轮          | 第一轮              | 第二轮              | 第二轮              | 第二轮              | 第三轮              | 第三轮              | 第三轮              | 第四轮              | 第四轮              | 突围赛              | 总决赛              | 总决赛              |                     |                     |
| 排位赛  | 歌手            | 淘汰赛              | 踢馆赛              | 排位赛              | 淘汰赛              | 踢馆赛              | 排位赛              | 淘汰赛              | 踢馆赛              | 第一場              | 突围赛              | 踢馆赛              | 第一轮              | 歌王之戰            |                     |
| ------- | --------------- | ------------------- | ------------------- | ------------------- | ------------------- | ------------------- | ------------------- | ------------------- | ------------------- | ------------------- | ------------------- | ------------------- | ------------------- | ------------------- | ------------------- |
| 1       | 刘 欢           | 1                   | 3                   | 3                   | 5                   | 1                   | 5                   | 5                   | 3                   | 5                   | 2                   | 3                   | —                   | —                   | 1                   |
| 2       | 吴青峰          | 2                   | 2                   | 2                   | 3                   | 4                   | 2                   | 1                   | 5                   | 4                   | 4                   | 5                   | —                   | —                   | 2                   |
| 3       | 聲入人心男團    | —                   | —                   | —                   | —                   | —                   | 3                   | 2                   | 6                   | 3                   | 5                   | 6                   | 1                   | —                   | 3                   |
| 4       | 杨 坤           | 6                   | 1                   | 1                   | 2                   | 7                   | 6                   | 3                   | 4                   | 1                   | 7                   | 1                   | —                   | —                   | 4                   |
| 5       | 齐 豫           | 3                   | 6                   | 5                   | 6                   | 3                   | 4                   | 4                   | 2                   | 2                   | 6                   | 2                   | —                   | —                   | —                   |
| 6       | Polina Gagarina | —                   | —                   | —                   | 1                   | 2                   | 1                   | 6                   | 1                   | 7                   | 3                   | —                   | 2                   | —                   | —                   |
| 7       | 龚琳娜          | —                   | —                   | —                   | —                   | —                   | —                   | —                   | —                   | —                   | 1                   | 7                   | 3                   | —                   | —                   |
| 8       | 杨乃文          | —                   | —                   | —                   | —                   | —                   | —                   | 7                   | 7                   | —                   | —                   | —                   | 4                   | —                   | —                   |
| 9       | 陈楚生          | —                   | —                   | —                   | —                   | —                   | —                   | —                   | —                   | —                   | —                   | 4                   | 5                   | —                   | —                   |
| 10      | 逃跑计划        | 7                   | 7                   | —                   | —                   | —                   | —                   | —                   | —                   | —                   | —                   | —                   | 6                   | —                   | —                   |
| 11      | Kristian Kostov | 4                   | 5                   | 6                   | 4                   | 5                   | 7                   | —                   | —                   | —                   | —                   | —                   | 7                   | —                   | —                   |
| 12      | ANU             | —                   | —                   | 4                   | 7                   | 6                   | —                   | —                   | —                   | —                   | —                   | —                   | 8                   | —                   | —                   |
| 13      | 张 芯           | 5                   | 4                   | 7                   | —                   | —                   | —                   | —                   | —                   | —                   | —                   | —                   | —                   | —                   | —                   |
| 14      | 许靖韵          | —                   | —                   | —                   | —                   | —                   | —                   | —                   | —                   | 6                   | —                   | —                   | —                   | —                   | —                   |

注：
1. 赛果以湖南卫视播出的版本为准。
2. 踢馆预选赛结果不计入正赛。
3. 第四轮第二场竞演按原赛制为淘汰赛。但由於Polina Gagarina因病缺席该场竞演，故节目组将排位赛成绩作废，并将第二场竞演改为踢馆赛，Polina Gagarina在突围赛被视为第四轮淘汰歌手。

## 赛程

### 第一輪
第二場淘汰賽逃跑計劃遭到淘汰。本輪踢館預選賽由首位全民舉薦踢館歌手劉宇寧和首位專家推選踢館歌手ANU參加，最終ANU擊敗劉宇寧，獲得本輪正式踢館資格。第三場踢館賽由首位踢館歌手ANU參加，最終以第四名踢館成功，張芯遭到淘汰。

### 第二輪
第一場排位賽首位補位歌手Polina Gagarina加入了比賽。第二場淘汰賽ANU遭到淘汰。本輪踢館預選賽由第二位全民舉薦踢館歌手錢正昊和第二位專家推選踢館歌手聲入人心男團參加，最終聲入人心男團擊敗錢正昊，獲得本輪正式踢館資格。第三場踢館賽由第二位踢館歌手聲入人心男團參加，最終以第三名踢館成功，Kristian Kostov遭到淘汰。

### 第三輪
第一場排位賽第二位補位歌手楊乃文加入了比賽。第二場淘汰賽楊乃文遭到淘汰。本輪踢館預選賽由終極全民舉薦踢館歌手許靖韻和第三位專家推選踢館歌手畢書盡參加，最終許靖韻擊敗畢書盡，獲得本輪正式踢館資格。第三場踢館賽由第三位踢館歌手許靖韻參加，最終以第六名踢館失敗。

### 第四輪
第一場排位賽終極補位歌手龔琳娜加入了比賽。第一場競演原為第四輪排位賽（終極排位賽），之後因Polina Gagarina缺席本輪第二場競演而作廢。第二場競演原為第四輪淘汰賽（終極淘汰賽），之後Polina Gagarina因背部肌肉及腰椎嚴重受傷而缺席該場競演（其在突圍賽被視為本輪淘汰歌手），節目組將該場競演改為踢館賽，並重新抽選出場順序，由本輪新增的終極專家推選踢館歌手陳楚生參加。聲入人心男團成員鄭雲龍因行程衝突，3月12日發表聲明，不再參加接下來的競演，聲入人心男團自第二場競演起由餘下三名成員參賽。最終，陳楚生以第四名踢館成功，龔琳娜遭到淘汰。

### 突圍賽
突圍賽由淘汰歌手、補位歌手和踢館歌手參加。經過四輪競演後，楊坤、齊豫、劉歡、吳青峰晉級決賽；逃跑計劃、張芯、ANU、Kristian Kostov、楊乃文、許靖韻、Polina Gagarina、龔琳娜、陳楚生、聲入人心男團進入突圍賽，爭奪三個突圍名額。本場競演歌手出場順序為，踢館失敗的許靖韻自動獲得1號，在線的聲入人心男團、陳楚生可任意選擇2－10號，非在線的七位歌手便抽籤選擇剩下的位置。本場所有競演歌手將按照出場順序被自動分為兩組（即1－5號為一組，6－10號為一組，非在線的七位歌手於抽籤環節首先進行出場組別的抽選，出場順序則由上一位出場的競演歌手在舞台進行即時抽取），每組演唱完畢後各進行一次電子投票，每位聽審每輪可投兩票，每輪得票率最低的歌手將直接被淘汰，競演結果以紙質投票成績計算。最終，許靖韻於第一輪電子投票排名最末遭到淘汰，張芯於第二輪電子投票排名最末遭到淘汰，聲入人心男團、Polina Gagarina、龔琳娜突圍成功。

### 金典歌王衝刺夜
金典歌王衝刺夜由晉級決賽的楊坤、齊豫、劉歡、吳青峰、聲入人心男團、Polina Gagarina和龔琳娜共七位歌手參加，最後一場常規賽中未被淘汰的陳楚生則以表演嘉賓的形式參加本場競演。其中，Polina Gagarina因行程衝突而在3月22日的突圍賽後提前錄製，現場其他環節則由音樂合夥人大衛代為參與錄製。本場由歌手邀請幫唱嘉賓合演。

### 總決賽
總決賽於北京時間2019年4月12日晚上8時10分現場直播。第一輪為「幫幫唱」環節，由歌手邀請幫唱嘉賓合演，並以分組對戰的方式進行。七位歌手分為三組，每組不少於兩位且不超過三位歌手，每組演唱完畢後進行即時投票，得票率最高者晉級第二輪。七位歌手全部演唱完畢後，所有待定歌手透過再次投票決出第四位晉級歌手。第二輪則為獨唱，四位晉級歌手全部演唱完畢後進行即時投票產生本季歌王。
總決賽第一輪，聲入人心男團、吳青峰、劉歡於組別演唱完畢後直接晉級第二輪，餘下四位歌手進入待定區。最終，楊坤於待定歌手投票環節獲得第一名，並取得第四個晉級名額。
總成績得出前，主持人公佈「終極歌王候選人」為吳青峰和劉歡。最終，劉歡以62.22%的得票優勢擊敗吳青峰的24.85%得票率，獲《歌手2019》歌王。

## 制作过程

### 前期筹备
往季节目筹备期间，均会有微博娱乐营销号爆出该季节目的首发歌手阵容名单，本季也不例外。针对这一现象，节目组破天荒地于2018年11月3日通过官方微博发表了自节目开播以来的首份回应声明，否认本季节目的网传不实阵容，同时向因不实信息而受到影响的音乐人及观众致歉，并表示一切相关信息以官宣为准。
本季节目的大众听审报名通道于北京时间2018年12月12日中午12时正式开启。除保留往季的芒果TV、电话、微信“摇一摇”三大传统报名通道以及传统报名通道的秒杀活动外，还在芒果TV全新开辟了答题通道。答题通道分为“普通级挑战”和“铁杆级挑战”两个级别，报名者可任选其一进行闯关答题，而往季参赛歌手也将以视频问候的形式在提问中随机出现。在普通级挑战中获得90分以上的答题者可在当期筛选时间内接到节目听审组的回访电话，获得100分的答题者可在北京时间10:00－18:00期间立即接到节目组的回访电话；而在铁杆级挑战中获得100分的答题者则可直接获得当期节目的录制门票，直通节目现场。
2018年12月21日，节目组公布了本季节目的主视觉海报、标志、舞美设计等信息。12月26日，节目组于北京召开首场新闻发布会，公布了本季首发歌手阵容中的六位华语歌手，以及全新的踢馆机制和投票规则等信息，同时还宣布将与歌手刘欢、芒果TV和芒果V基金共同成立「刘欢原创音乐基金」，该基金将于2020年起在每年的1月11日拿出100万元人民币奖励一位中国原创音乐新星，以示对华语乐坛未来发展的期许。

### 播出期间
本季节目的正片全面采用单元剧式片头及电影化的片头叙事结构，讲述每位歌手对音乐的极致态度。而在歌曲标题和制作人名单的呈现方式上，本季较往季也有较大更改，以贴图和艺术字的形式取代了传统的字幕条。此外，第一期节目首播期间，节目中出现了因素材失误而在真人秀环节强行插入口播广告的现象，芒果TV上线播出的节目正片于翌日凌晨作出了修正。

#### 轶闻
刘欢曾于第四轮排位赛竞演前四天接受手术治疗，医生建议其尽量避免情绪过于激动，但刘欢依旧坚持完成接下来的竞演。第四轮排位赛的结果宣布环节中，音樂合夥人李锐将情况告知节目组与其他竞演歌手，然而节目组应刘欢本人要求在正片中删除了上述内容。第四轮踢馆赛刘欢演唱完毕并返回休息室后不久，便因心率不稳导致的呼吸不畅而离场服用速效救心丸，节目组顺势将上期节目中被删除的片段放出。

## 争议
第二轮「踢馆赛全民举荐歌手」投票活动启动后，部分网友对歌迷的刷票行为提出了质疑。针对这一现象，节目组于1月20日通过官方微博发表声明，承认部分歌手的票数存在明显异常的刷票行为，并表示将对已检测到的异常数据与刷票行为进行清票处理。1月21日，节目组就刷票问题再次发表声明，再次重申投票通道严禁刷票行为，异常数据直接作为清票处理，情节严重者将取消该轮投票资格，并表示将在1月26日投票截止当天由微博投票产品团队对20位入围歌手的票数进行全方位清算公开，同时出示后台数据以排除恶意灌票等其他意外行为。
第四轮踢馆赛中，杨坤翻唱并改编了茄子蛋的歌曲《浪子回头》，然而在芒果TV上线播出的节目正片中却并不包含杨坤的竞演片段，QQ音乐上架的歌曲音频也只有视频转录版可供选择，有网友猜测或与节目组未获得原作者的授权有关，但电视重播却一切正常。3月23日，节目组通过官方微博发表声明，表示在节目播出之前便已获得词曲作者及版权方的电视播出授权，而芒果TV也正与版权方华纳音乐积极沟通，共同推进版权事宜，争取尽快获得網路影片及音频传播权。类似的情况在突围赛播出后再次发生，逃跑计划的竞演片段于节目正片上线一小时后便被全数删除，歌曲音频则未被上架。节目播出期间，逃跑计划经纪人陈楚便已在粉丝群作出回应，表示李宗盛在节目组处理版权时便已允许该首改编作品于电视平台播放，但音频版权除外，逃跑计划也曾多次表示不希望该作品的音频上架到任何平台。
歌王冲刺夜播出后，乐评人邹小樱于微博指出该期节目中出现的六首奥斯卡获奖作品中的音乐作品均未取得授权。4月6日，《Forever Queen》组曲中涉及到的四首皇后乐队作品的版权方索雅音乐回应称，从未向节目组发放任何授权许可。
总决赛播出后，Polina Gagarina等人的竞演片段再次因版权问题而在芒果TV被全数删除。截至本季节目收官，除逃跑计划已由经纪人陈楚作出声明外，其余几起版权纠纷均未得到妥善处理。

## 节目播放平台
本季节目于2019年1月11日起每週五22:00在湖南卫视播出。新媒体平台方面，本季节目在中国大陆范围内由HBS旗下视频网站芒果TV独家播出，不再将版权授予其他视频网站。
本季节目的音频版权由腾讯音乐娱乐集团独家取得，并通过旗下的QQ音乐、酷狗音乐、酷我音乐联合发行。但由于歌曲《起风了》的版权由网易云音乐独家持有，故第一轮踢馆赛播出后QQ音乐并未上架吴青峰的竞演曲目音频。
马来西亚的Astro全佳HD于1月11日起每週五22:00与湖南卫视同步播出本季节目，覆盖范围包括马来西亚和文莱。新加坡的HUB都会台则于1月12日19:00与湖南卫视24小时内同日播出本季首期节目，及后改为每週五22:00与湖南卫视同步播出。此外，美国的天下卫视亦于太平洋时间1月11日起每週五21:00与湖南卫视24小时内同日播出本季节目。

## 收视率
| 中國大陸 湖南卫视 首播收视率 |               |        |          |       |           |           |           |                                                                              |
| 集數                         | 播出日期      | CSM55  | CSM55    | CSM55 | CSM全国网 | CSM全国网 | CSM全国网 | 備註                                                                         |
| 集數                         | 播出日期      | 收視率 | 收視份額 | 排名  | 收視率    | 收視份額  | 排名      | 備註                                                                         |
| 1                            | 2019年1月11日 | 0.806  | 4.66     | 2     | 0.55      | 4.07      | 1         | 浙江《梦想的声音第三季》完结                                                 |
| 2                            | 2019年1月18日 | 0.799  | 5.44     | 1     | 0.51      | 4.1       | 1         |                                                                              |
| 3                            | 2019年1月25日 | 0.836  | 5.72     | 2     | 0.59      | 4.86      | 1         | 浙江《遇见你真好》开播                                                       |
| 4                            | 2019年2月1日  | 0.756  | 4.94     | 3     | 0.51      | 3.82      | 1         | 浙江《王牌对王牌第四季》20:30开播                                            |
| 5                            | 2019年2月8日  | 0.823  | 5.03     | 3     | 0.62      | 4.13      | 1         | 江苏《最美的时光》完结                                                       |
| 6                            | 2019年2月15日 | 0.740  | 4.64     | 4     | 0.43      | 3.01      | 2         | 江苏《最强大脑第六季》开播                                                   |
| 7                            | 2019年2月22日 | 0.743  | 4.77     | 5     | 0.46      | 3.49      | 3         | 浙江《王牌对王牌第四季》后移至21:10播出，《遇见你真好》调整为每週六22:00播出 |
| 8                            | 2019年3月1日  | 0.750  | 4.98     | 6     | 0.43      | 3.37      | 3         |                                                                              |
| 9                            | 2019年3月8日  | 0.636  | 4.57     | 8     | 0.37      | 3.36      | 3         |                                                                              |
| 10                           | 2019年3月15日 | 0.646  | 4.41     | 6     | 0.39      | 3.19      | 3         |                                                                              |
| 11                           | 2019年3月22日 | 0.692  | 4.38     | 7     | 0.4       | 3.12      | 3         |                                                                              |
| 12                           | 2019年3月29日 | 0.587  | 4.55     | 7     | 0.42      | 3.99      | 3         |                                                                              |
| 13                           | 2019年4月5日  | 0.659  | 5.00     | 6     | 0.45      | 3.97      | 3         |                                                                              |
| 14                           | 2019年4月12日 | 0.833  | 3.63     | 6     | 0.68      | 3.12      | 2         | 本期节目以现场直播方式提前至20点10分播出                                     |

1. 同时段或交叉时段主要节目：
  - 浙江卫视：《梦想的声音3》／《遇见你真好》／《王牌对王牌4》
  - 江苏卫视：《最美的时光》／《最强大脑6》
2. 数据由广视索福瑞提供，调查范围为四岁以上之观众。
3. 以上收视排名不包括央视在内。
4. 资料来源：卫视这些事儿、卫视小露电、TV未知数。
5. 排名为週五晚间所有综艺节目的排名，并不一定为同一时段。
6. 《歌手集结时刻》、《歌手踢馆争夺时刻》与《歌手揭晓时刻》未计入收视及排名。

## 综艺节目的变迁
| 中國大陸 湖南卫视 每週五 22:00－00:00 4月12日 20:10－23:00 | 中國大陸 湖南卫视 每週五 22:00－00:00 4月12日 20:10－23:00 | 中國大陸 湖南卫视 每週五 22:00－00:00 4月12日 20:10－23:00 |
| ---------------------------------------------------------- | ---------------------------------------------------------- | ---------------------------------------------------------- |
|                                                            | 歌手2019 （2019年1月11日－2019年4月12日）                  |                                                            |
| 亲爱的·客栈（第二季） （2018年10月12日－2019年1月4日）     | 向往的生活·湘西篇 （2019年4月26日[a]－2019年7月19日）      |                                                            |
| 歌手系列节目变迁                                           |                                                            |                                                            |
| 歌手2018 （2018年1月12日－2018年4月20日）                  | 歌手2019 （2019年1月11日－2019年4月12日）                  | 歌手·當打之年 （2020年2月7日－2020年4月24日）              |

| 馬來西亞、汶萊 Astro全佳HD 每週五 22:00－00:00（与湖南卫视同步播出） 4月12日 20:10－23:00                                                | 馬來西亞、汶萊 Astro全佳HD 每週五 22:00－00:00（与湖南卫视同步播出） 4月12日 20:10－23:00 | 馬來西亞、汶萊 Astro全佳HD 每週五 22:00－00:00（与湖南卫视同步播出） 4月12日 20:10－23:00 |
| --- | ----------------------------------------------------------------------------------------- | ----------------------------------------------------------------------------------------- |
| | 歌手2019 （2019年1月11日－2019年4月12日）                                                 |                                                                                           |
| 梦想的声音（第三季）（21:10－23:00） （2018年10月26日－2019年1月4日）奇葩说（第五季）（23:00－01:00） （2018年10月12日－2018年12月28日） | 奔跑吧（第三季）（20:55－23:00） （2019年4月26日－2019年7月12日）                         |                                                                                           |

| 美國 天下卫视 每週五 21:00－23:00（PT） 4月12日 21:00－23:45（PT） | 美國 天下卫视 每週五 21:00－23:00（PT） 4月12日 21:00－23:45（PT）                | 美國 天下卫视 每週五 21:00－23:00（PT） 4月12日 21:00－23:45（PT） |
| ------------------------------------------------------------------ | --------------------------------------------------------------------------------- | ------------------------------------------------------------------ |
|                                                                    | 歌手2019 （2019年1月11日－2019年4月12日）                                         |                                                                    |
| 声入人心（第一季）（21:00－22:50） （2018年11月2日－2019年1月4日） | 向往的生活·湘西篇 （2019年4月26日－2019年7月21日）- 最后一期节目改为週日21:00播出 |                                                                    |

| 新加坡 HUB都会台 每週五 22:00－00:00（与湖南卫视同步播出） 1月12日 19:00－21:00（与湖南卫视24小时内同日播出） 4月12日 20:10－23:00 | 新加坡 HUB都会台 每週五 22:00－00:00（与湖南卫视同步播出） 1月12日 19:00－21:00（与湖南卫视24小时内同日播出） 4月12日 20:10－23:00 | 新加坡 HUB都会台 每週五 22:00－00:00（与湖南卫视同步播出） 1月12日 19:00－21:00（与湖南卫视24小时内同日播出） 4月12日 20:10－23:00 |
| --- | --- | --- |
| | 歌手2019 （2019年1月12日－2019年4月12日）                                                                                          | |
| 梦想的声音（第三季） （2018年10月26日－2019年1月11日）                                                                             | 声入人心（第一季） （2019年4月19日－2019年7月5日）                                                                                 | |

- ^  a. 《歌手2019》在2019年4月12日播出结束后，2019年4月19日22:00的节目为《声临其境》2019年度声音大赏。